# امیل لوتیانو
امیل لوتیانو (رومانیایی: Emil Loteanu؛ ۶ نوامبر ۱۹۳۶ – ۱۸ آوریل ۲۰۰۳) یک کارگردان و فیلم‌نامه‌نویس اهل اتحاد جماهیر سوسیالیستی شوروی بود.

## گزیده فیلم‌شناسی
از فیلم‌ها یا برنامه‌های تلویزیونی که وی در آن نقش داشته‌است می‌توان به آنا پاولوا اشاره کرد.

## جوایز
از آثار او می‌توان به کولی‌ها نزدیک بهشتند (۱۹۷۵) اشاره کرد که در سال ۱۹۷۶، برنده صدف زرین از جشنواره فیلم سن‌سباستین شده‌است.